# There She Goes
There She Goes è una canzone scritta dal cantante e chitarrista Lee Mavers, originario di Liverpool, e registrata per la prima volta dalla sua band, The La's. La canzone, lanciata dai La's dapprima nel 1988, poi il 2 gennaio 1989, divenne una hit di grande successo.
Remixata da Steve Lilywhite nel 1990 perché figurasse nell'album di debutto The La's, fu pubblicata come singolo il 22 ottobre 1990 e giunse alla posizione numero 13 della Official Singles Chart (in seguito alla posizione 49 negli USA). Rimane il maggiore successo dei La's e la canzone per la quale la band è ricordata.
Nel testo di There She Goes si troverebbero riferimenti all'eroina. Sembra che si parli di una donna, ma ad un'interpretazione più attenta ("There she goes again... racing through my brain... pulsing through my vein... no one else can heal my pain") la metafora della droga pare evidente, come peraltro riportato da molta parte della stampa britannica. Nel 1995 il bassista John Power ad una precisa domanda in proposito rispose:
Nel libro del 2003 In Search of The La's: A Secret Liverpool di MW Macefield, però, l'ex chitarrista dei La's Paul Hemmings negò il riferimento.
Il gruppo statunitense Sixpence None the Richer ne ha fatto una cover nel 1997.